# Jigonhsasee
Jigonhsasee était le titre de la Cheffe de Clan Mère de la ligue Haudenosaunee. Ses nombreux titres incluent « La Mère des Nations », « La Reine de la Paix », « La Grande Femme », « La Femme du Feu » et « La Jeune Fille du Maïs ». Selon les histoires iroquoises, elle était une descendante directe de Sky Woman (en) du côté de sa fille, la Lynx. La Jigonsaseh avait des responsabilités traditionnelles telles que nourrir tous les visiteurs, y compris en temps de guerre, et maintenir la paix par la médiation et la négociation. Elle avait également le droit de lever des armées en cas de besoin. Son quartier général traditionnel était à Gaustauyea ou Kienuka (« La Forteresse »).
Les devoirs de la Jigonsaseh incluaient de tenir les réunions des conseils des Mères de Clan pour discuter des affaires publiques. Elle transmettait le consensus des Mères de Clan au Grand Conseil des hommes à Onondaga. Lorsqu'une Jigonsaseh décédait, son nom devenait le titre héréditaire de la Cheffe de Clan Mère suivante.
Bien que les traditions et les archives historiques aient été perturbées par l'invasion de colons, les conséquences des missions chrétiennes et l'assimilation forcée, des témoignages existent sur les Jigonsaseh ultérieures. Les récits divergent sur leur comportement, soulignant leur sens de l'honneur ou bien leurs trahisons. En 1687, pendant les guerres franco-iroquoises, la Jigonsaseh a joué un rôle crucial en repoussant l'invasion française menée par Jacques-René de Brisay. Elle a dirigé avec succès les Haudenosaunee contre les forces françaises, obligeant le marquis à capituler et à démanteler le fort français à Niagara.
Parmi les Jigonsaseh notables figurent Gähahno (Caroline Parker Mountpleasant), qui a tenu secrètement des conseils à Gaustauyea malgré la dissolution du gouvernement de la Ligue par le gouvernement américain de 1853 à 1878. Bien que la position de Jigonsaseh ait été reconnue par le gouvernement américain en 1878, aucune successeure n'a été nommée après la mort de Gähahno en 1892. Cependant, le titre et la lignée ont persisté parmi le Clan du Loup des Sénécas.
Dans son œuvre, Shelley Niro a mis Jigonsaseh en parallèle avec la résistante française Marcelle Semmer (en) dans un esprit féministe. Elle est généralement considérée comme une figure fondatrice de la Constitution de la nation iroquoise.